# Dorna Candrenilor
Dorna Candrenilor is een Roemeense gemeente in het district Suceava.
Dorna Candrenilor telt 2996 inwoners.